# بياتريس دي لا فيوينت
بياتريس دي لا فيوينت (بالإسبانية: Beatriz Ramírez de la Fuente)‏ هي أستاذة جامعية مكسيكية، ولدت في 6 فبراير 1929 في مدينة مكسيكو في المكسيك، وتوفي بنفس المكان في 20 يونيو 2005.